# Euceroplatus plokiophilus
Euceroplatus plokiophilus är en tvåvingeart som beskrevs av Loïc Matile 1973. Euceroplatus plokiophilus ingår i släktet Euceroplatus och familjen platthornsmyggor. Inga underarter finns listade i Catalogue of Life.